# Mezzoforte

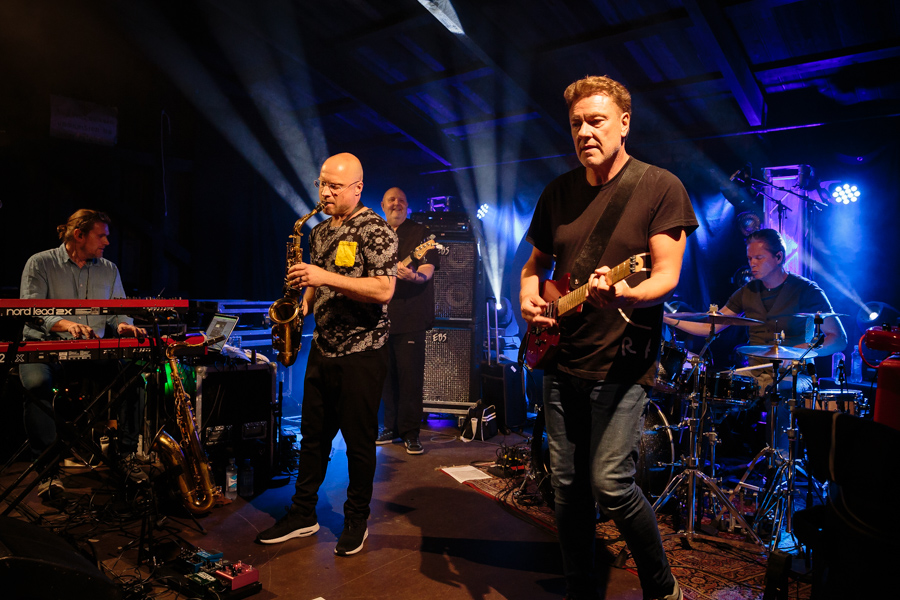
Mezzoforte 2017

Mezzoforte är ett instrumentalt funk- och jazz band bildat 1977 på Island. Deras största hit är "Garden Party" från 1983. Bandets namn kommer från musiktermen mezzoforte, som betyder att man ska spela medelstarkt.

## Medlemmar
Medlemmar sedan 1977:
- Eyþór Gunnarsson – Klaviatur
- Jóhann Ásmundsson – Elbas
- Gunnlaugur Briem (Gulli) – Trummor
- Friðrik Karlsson (Frissi) – Elgitarr

## Diskografi
- Mezzoforte (1979)
- I Hakanum (Octopus) (1980)
- Thvilikt og annad eins (Dreamland) (1982)
- Surprise Surprise (1983)
- Observations (1984)
- Rising (1985)
- No Limits (1987)
- Playing for Time (1989)
- Daybreak (1993)
- Monkey Fields (1996)
- Forward Motion (2004)
- Live In Reykjavik (2007)
- Volcanic (2010)
- Islands (2012)

### Samlingar
- Catching up with Mezzoforte (1984)
- Sprellifandi - Live at the Dominion (1983)
- The Saga so far (1985)
- Fortissimos (1991)
- Garden Party Time (1999)
- Anniversary Edition (2007)